# Línea 822 (Interurbanos Madrid)
La línea 822 de la red de autobuses interurbanos de Madrid une el aeropuerto de Madrid-Barajas con Coslada y San Fernando de Henares.

## Características
Esta línea une el aeropuerto de Madrid-Barajas y San Fernando de Henares en aproximadamente 45 minutos, atravesando Coslada.
Siguiendo la numeración de líneas del CRTM, las líneas transversales son aquellas que enlazan dos corredores distintos y comienzan con un 8.
La línea mantiene los mismos horarios todo el año (exceptuando las vísperas de festivo y festivos de Navidad).
Está operada por la empresa Avanza Movilidad Integral mediante concesión administrativa del Consorcio Regional de Transportes de Madrid.

## Horarios
| Todos los días            |                           |
| Aeropuerto > San Fernando | San Fernando > Aeropuerto |
| 06:30                     | 05:50                     |
| 08:05                     | 07:15                     |
| 09:40                     | 08:50                     |
| 11:10                     | 10:25                     |
| 12:30                     | 11:55                     |
| 14:05                     | 13:25                     |
| 15:45                     | 15:00                     |
| 17:20                     | 16:30                     |
| 18:55                     | 18:05                     |
| 20:25                     | 19:40                     |
| 21:55                     | 21:10                     |
| 23:15                     | 22:35                     |

## Recorrido y paradas

### Sentido Coslada - San Fernando
| Código | Parada                                      | Común con             | Conexiones con Metro | Municipio               | Zona |
| ------ | ------------------------------------------- | --------------------- | -------------------- | ----------------------- | ---- |
| 16157  | Aeropuerto - Terminal Internacional         | 824                   |                      | Madrid                  |      |
| 3868   | Avenida de la Hispanidad-Dique Sur          | 101 824               |                      | Madrid                  |      |
| 4376   | Centro de Carga Aérea 1                     | 114 824               |                      | Madrid                  |      |
| 4378   | Centro de Carga Aérea 2                     | 114 824               |                      | Madrid                  |      |
| 4380   | Centro de Carga Aérea 4                     | 114 824               |                      | Madrid                  |      |
| 50039  | Av. Central - Kilo                          |                       |                      | Madrid                  |      |
| 12326  | Gta. Rosa de los Vientos - Av. Constitución | 286 289 290 2         |                      | Coslada                 |      |
| 12814  | Buenos Aires - Instituto                    | 286                   |                      | Coslada                 |      |
| 12817  | Cuba - Buenos Aires                         | 286                   |                      | Coslada                 |      |
| 07115  | Uruguay - Pza. Hispanidad                   | 286                   |                      | Coslada                 |      |
| 07116  | Uruguay - La Rambla                         | 286                   |                      | Coslada                 |      |
| 07117  | Méjico - Est. La Rambla                     | 280 287 286 288 SE7 2 | La Rambla            | Coslada                 |      |
| 07118  | Honduras - Centro Comercial                 | 280 286               |                      | Coslada                 |      |
| 17422  | Argentina - Venezuela                       | 283 288               |                      | Coslada                 |      |
| 17420  | Av. Madrid - Era                            | 283 288               | San Fernando         | San Fernando de Henares |      |
| 07142  | Av. Madrid - Córdoba                        | 283 288 SE7           |                      | San Fernando de Henares |      |
| 12521  | Ventura de Argumosa - Residencia            | 282 284 285 288 SE7   |                      | San Fernando de Henares |      |
| 12522  | Ventura de Argumosa - Nazario Calonge       | 282 284 285 288 1     |                      | San Fernando de Henares |      |
| 07249  | Pza. Monte Gorbea - Centro de día           | 281 288 1             |                      | San Fernando de Henares |      |
| 07145  | Pza. Ondarreta - Av. Éibar                  | 281 288 1             |                      | San Fernando de Henares |      |
| 07146  | Av. Zarauz - Vergara                        | 281 288 1             |                      | San Fernando de Henares |      |
| 07147  | Av. Zarauz - P.º Azpeitia                   | 281 288 1             |                      | San Fernando de Henares |      |
| 07084  | Av. Zarauz - Est. Henares                   | 281 288 1             | Henares              | San Fernando de Henares |      |
| 11549  | Av. Algorta - Av. Somorrostro               | 281 288 1             |                      | San Fernando de Henares |      |
| 20687  | Paseo de los Pinos - Nazario Calonge        | 283                   |                      | San Fernando de Henares |      |
| 20686  | P.º de los Pinos - Polideportivo municipal  | 283                   |                      | San Fernando de Henares |      |

### Sentido Madrid (aeropuerto)
| Código | Parada                                      | Común con             | Conexiones con Metro | Municipio               | Zona |
| ------ | ------------------------------------------- | --------------------- | -------------------- | ----------------------- | ---- |
| 20686  | P.º de los Pinos - Polideportivo municipal  | 283                   |                      | San Fernando de Henares |      |
| 20688  | Paseo de los Pinos - Nazario Calonge        | 283                   |                      | San Fernando de Henares |      |
| 11550  | Av. Algorta - Vitoria                       | 281 288 1             |                      | San Fernando de Henares |      |
| 07148  | Av. Zarauz - Est. Henares                   | 281 288 1             | Henares              | San Fernando de Henares |      |
| 07150  | Av. Zarauz - P.º Azpeitia                   | 281 288 1             |                      | San Fernando de Henares |      |
| 07151  | Av. San Sebastián - Pza. Gallarta           | 281 288 1             |                      | San Fernando de Henares |      |
| 07152  | Pza. Ondarreta - Centro de salud            | 281 288 1             |                      | San Fernando de Henares |      |
| 12518  | Av. Irún - Centro de día                    | 282 284 285 288 SE7 1 |                      | San Fernando de Henares |      |
| 12519  | Ventura de Argumosa - Nazario Calonge       | 281 282 284 285 288 1 |                      | San Fernando de Henares |      |
| 12520  | Ventura de Argumosa - Residencia            | 288 SE7               |                      | San Fernando de Henares |      |
| 12912  | José Alix Alix - Nueva                      | 283                   |                      | San Fernando de Henares |      |
| 12914  | Coslada - Est. San Fernando                 | 283                   | San Fernando         | San Fernando de Henares |      |
| 07161  | Honduras - Centro Comercial                 | 280 286               |                      | Coslada                 |      |
| 20653  | Honduras - Est. La Rambla                   | 286 SE7               | La Rambla            | Coslada                 |      |
| 20654  | Honduras - Av. José Gárate                  | 286                   |                      | Coslada                 |      |
| 12818  | Uruguay - Pza. Hispanidad                   | 286                   |                      | Coslada                 |      |
| 12816  | Cuba - Buenos Aires                         | 286                   |                      | Coslada                 |      |
| 12815  | Buenos Aires - Instituto                    | 286                   |                      | Coslada                 |      |
| 12327  | Gta. Rosa de los Vientos - Av. Constitución | 286 289 290 2         |                      | Coslada                 |      |
| 50038  | Av. Central - Kilo                          |                       |                      | Madrid                  |      |
| 4379   | Centro de Carga Aérea 3                     | 114 824               |                      | Madrid                  |      |
| 4377   | Centro de Carga Aérea 2                     | 114 824               |                      | Madrid                  |      |
| 4375   | Centro de Carga Aérea 1                     | 114 824               |                      | Madrid                  |      |
| 1985   | Avenida de la Hispanidad-Dique Sur          | 101 824               |                      | Madrid                  |      |
| 16157  | Aeropuerto - Terminal Internacional         | 824                   |                      | Madrid                  |      |